# 2628 Kopal
A 2628 Kopal (ideiglenes jelöléssel 1979 MS8) a Naprendszer kisbolygóövében található aszteroida. Eleanor F. Helin és Schelte J. Bus fedezte fel 1979. június 25-én.